# Apodemus alpicola
Алпски пољски миш (лат. Apodemus alpicola, енгл. Alpine field mouse) је врста глодара из породице мишева (лат. Muridae). 

## Распрострањење
Ареал врсте је ограничен на мањи број држава. Присутна је у следећим државама: Немачка, Италија, Француска, Швајцарска и Аустрија.

## Станиште
Врста је присутна у Европи на планинском венцу Алпа. 

## Угроженост
Ова врста је наведена као последња брига, јер има широко распрострањење и честа је врста.